# Heart in Hand
Heart in Hand war eine 2008 gegründete britische Melodic-Hardcore-/Metalcore-Band, deren Mitglieder aus Bournemouth, Dorset und Southampton stammten. Die Gruppe stand bis zu ihrer Auflösung bei Siege of Amida Records (Century Media) unter Vertrag und veröffentlichte über die Plattenfirma die Alben Only Memories (2011), Almost There (2013) und A Beautiful White (2014), nachdem sie zuvor mit Loyality (2008) und Heart in Hand (2009) zwei EPs in Eigenregie herausgegeben hatte.
In ihrer Karriere absolvierte die Band Konzertreisen mit Bands wie Deez Nuts, Obey the Brave, The Amity Affliction, Miss May I, Bury Tomorrow, Stray from the Path und Texas in July. Außerdem spielte Hearts in Hand auf dem Download-Festival, dem Slam Dunk Festival, dem Resurrection Fest, dem Ghostfest sowie auf vielen kleineren Festivals in ganz Europa. Bis zu ihrer Auflösung bestand die Gruppe aus Charlie Holmes (Gesang), Gavin Thane (E-Bass), Ed Hartwell (E-Gitarre), Ollie Wilson (E-Gitarre) und Sam Brennan (Schlagzeug). Ehemalige Mitglieder waren unter anderem Carl Martin (E-Bass) sowie Duncan Andrews (Schlagzeug) und Nick Kendall (Schlagzeug).

## Geschichte

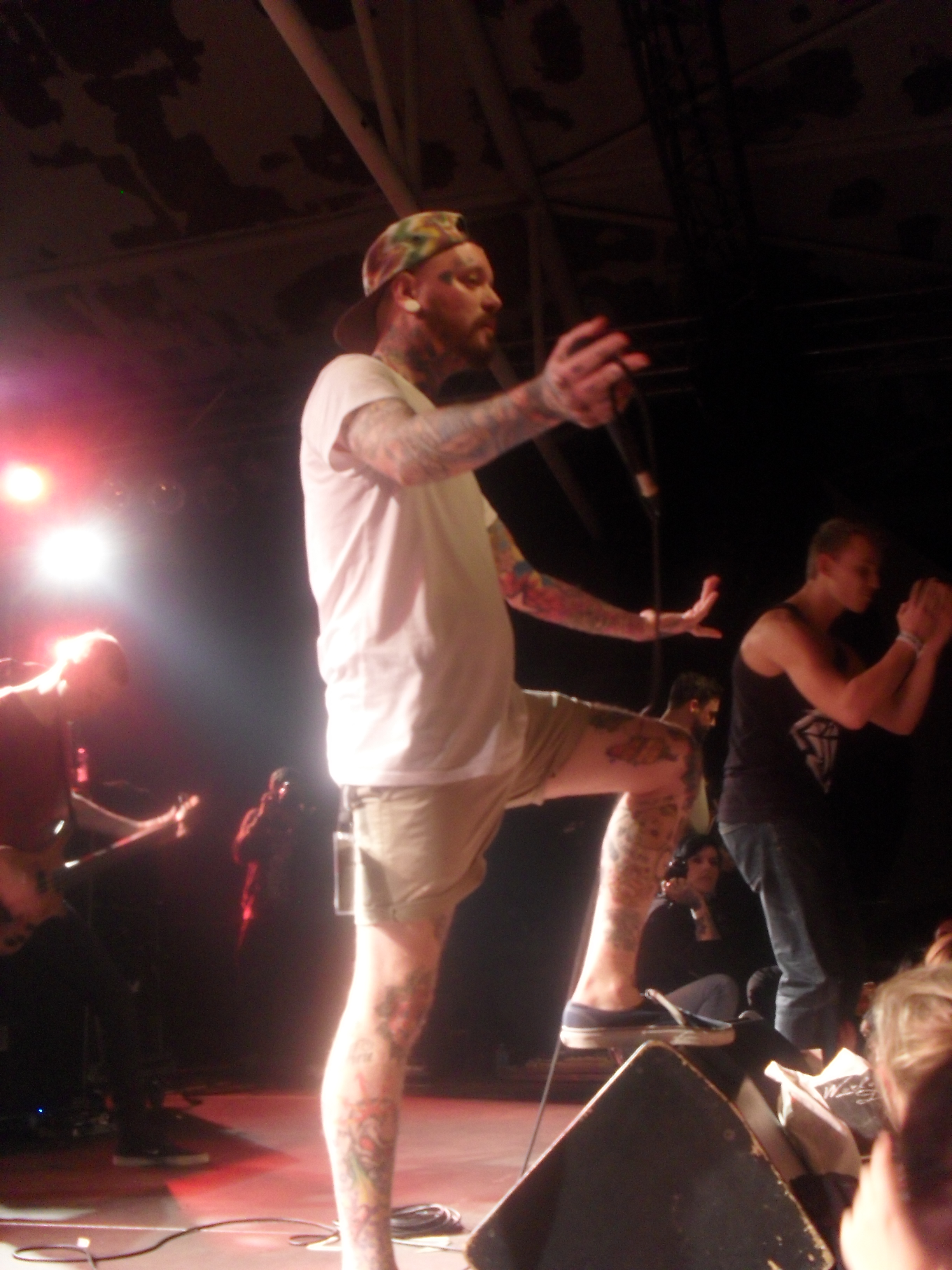
Sänger Charlie Holmes (2013)

### Gründung,Heart in HandEP undOnly Memories
Gegründet wurde Heart in Hand im August 2008 kurz nachdem Sänger Charlie Holmes seine alte Band, Trigger the Bloodshed, verlassen hatte. Er nahm in den Gitarristen Carl Martin und Schlagzeug Nick Kendall zwei Musiker auf. Martin und Kendall schafften es, in Edward Hartwell und Ollie Wilson, zwei weitere Gitarristen für die Gruppe anzuwerben, wodurch Carl Martin von der E-Gitarre zum E-Bass wechselte.
Am 1. Januar 2009 brachte die Gruppe ihre erste EP heraus, die nach der Band benannt wurde. Diese wurde aus eigener Tasche finanziert und von Stu McKay, einem ehemaligen Musiker der Band Eternal Lord produziert. Es folgten Support-Auftritte für For the Fallen Dreams, Dead Swans, Carpathian und Gallows, wodurch sie die Gruppe schnell eine größere Fanbasis erspielen konnte. Am 23. Mai 2011 folgte mit Only Memories das Debütalbum der Gruppe, welches über Siege of Amida Records und Century Media erschien. Ursprünglich sollte das Album früher erscheinen. Jedoch war der Ausstieg von Schlagzeuger Nick Kendall im Herbst 2010 ausschlaggebend für die Verzögerung, da sich die Band zu diesem Zeitpunkt noch in den Schreibarbeiten an dem Album befand. Kendall wurde durch Duncan Andrews, einem Musiker aus Bristol ersetzt. Das Album wurde von Andy Hayball produziert, welcher auch mit Bring Me the Horizon und Slipknot zusammenarbeitete. Kurz nach Veröffentlichung des Albums wurde auch Andrews aus der Band geworfen und durch Samuel Brennan am Schlagzeug ersetzt. Brennan spielte zuvor in der Metalcore-Band The Eyes of a Traitor.

### Almost There,A Beautiful Whiteund Auflösung
Im Jahr 2013 verließ auch Bassist Carl Martin die Gruppe und wurde durch Gavin Thane ausgetauscht. Am 11. Februar 2013 erschien mit Almost There das zweite Studioalbum der Band über Siege of Amida Records. Auf diesem Album sind James Leatherbarrow von Death of an Artist, Dani Winter-Bates von Bury Tomorrow, sowie Mikey Chapman und Sam Douglas, beide von Mallory Knox, als Gastmusiker zu hören. Zu Life Goes On und Almost There veröffentlichte die Gruppe jeweils ein Musikvideo. Um dieses Album zu bewerben, tourte die Band exzessiv mit Künstlern wie Bury Tomorrow, Bleed from Within, Deez Nuts, Miss May I, Stray from the Path, Obey the Brave und Texas in July in über 19 Staaten. Es folgten auch Festivalauftritte auf dem Rock for People in Tschechien, dem Summerblast in Deutschland, dem Download-Festival, dem Slam Dunk Festival und dem Resurrection Fest in Spanien.
Am 3. November 2014 erschien mit A Beautiful White das dritte und letzte Studioalbum der Band. Es wurde von Will Putney produziert und wurde über Century Media Records veröffentlicht. Ende 2014 tourte die Band mit Napoleon und The Plot in You als Vorband für The Amity Affliction durch Europa. Ursprünglich sollte die Gruppe Anfang 2015 mit Liferuiner und Hand of Mercy touren, jedoch kündigte die Band am 13. Februar 2015 ihre sofortige Auflösung an, sodass diese Konzertreise abgesagt werden musste.

## Musikstil
Der Musikstil von Heart in Hand konnte dem Melodic Hardcore sowie dem Metalcore zugeordnet werden. Auf ihrem Debütalbum Only Memories konnten die Lieder musikalisch und klangtechnisch zwischen Verse, Bring Me the Horizon und Parkway Drive eingegliedert werden. Zeitweise konnte die Musik auf ihrem ersten Album auch dem Post-Hardcore zugeordnet werden. Lediglich der Gesang von Charlie Holmes wird als eintönig empfunden.
Der Klang wurde auf dem zweiten Album Almost There zeitweise als melodisch und wundervoll, das Songwriting als euphorisch und der Gesang als leidenschaftlich mit schlauen und bittersüßen Wendungen bezeichnet. Auch wurde das ambient anmutende Gitarrenspiel auf diesem Album lobend hervorgehoben. Kriston McConnell beschrieb ebenfalls, dass Almost There ein paar erinnerungswürdige Breakdowns und Textpassagen beinhalte. Allerdings wurden auf diesem Album die überlange Spielzeit des Albums mit drei Instrumentalstücken, welche viele Rezensenten als „Lückenfüller“ beschrieben haben, negativ kritisiert.
Vergleichbar war der Sound der Gruppe auf ihrem letzten Album A Beautiful White mit Counterparts, Hundredth und Misery Signals. Gesanglich klingt Sänger Charlie Holmes auf A Beautiful White wie eine Mischung aus Oliver Sykes (Bring Me the Horizon) und Sam Carter (Architects). Textlich verarbeitete die Gruppe auf A Beautiful White Themen wie Liebe, soziale Beziehungen und Natürlichkeit. Mit dem Stück My Heart Belongs To Denmark hat die Gruppe eine Ode an das skandinavische Land geschrieben.

## Diskografie

### Demos/EPs
- 2008: Loyality (Demo)
- 2009: Heart in Hand (EP)

### Alben
- 2011: Only Memories (Siege of Amida Records)
- 2013: Almost There (Siege of Amida Records)
- 2014: A Beautiful White (Century Media)